# La Torre de les Maçanes (kommun)
Torremanzanas/Torre de les Maçanes är en kommun i Spanien.   Den ligger i provinsen Provincia de Alicante och regionen Valencia, i den östra delen av landet, 300 km sydost om huvudstaden Madrid. Antalet invånare är 797.